# Вуд, Рой
Рой Эдриан Вуд (англ. Roy Adrian Wood; 8 ноября 1946, Бирмингем) — британский рок-музыкант, певец и автор песен, наибольшую известность получивший как основатель The Move, Electric Light Orchestra и Wizzard, групп, неоднократно добивавшихся успехов в британских чартах.

## Биография
Музыкальную карьеру Рой Вуд начал в подростковом возрасте, присоединившись к бирмингемской группе Mike Sheridan And The Nightriders. Ансамбль быстро стал одним из самых популярных в городе, провёл серию гастролей в Британии, концертировал и в Германии, где стал резидентом дуйсбургского Storyville Club.
Вернувшись в Мидлендс, The Nightriders влились в ряды местной, бурно развивавшейся сцены и стали завсегдатаями The Cedar Club; там же участники нескольких местных составов и приняли решение покинуть свои ансамбли и организовать нечто вроде супергруппы. Так в 1966 году возник The Move: коллектив, в состав которого, помимо Вуда, вошли Карл Уэйн, Бев Биван, Эйс Кеффорд и Тревор Бёртон. Получив статус резидента в Marquee Club, The Move получили контракт с Deram Records и выпустили дебютный сингл «Night of Fear», который тут же вошёл в первую пятёрку британского хит-парада. В течение следующих пяти лет 9 хитов вошли в Top 20, и все они были написаны Вудом. Репутация группы при этом имела несколько скандальный оттенок — отчасти из-за буйных концертных выступлений (с элементами сценического вандализма), отчасти из-за текстов Вуда. На The Move даже подал в суд премьер Гарольд Вильсон — по поводу промооткрытки, выпущенной к синглу «Flowers In The Rain».
За третьим хитом «Fire Brigade» последовал «Blackberry Way», возглавивший британские чарты, но затем Вуд познакомился и вступил в творческий союз с Джеффом Линном. The Move выпустили ещё 4 успешных сингла и два альбома, однако, теперь основным проектом Вуда стал Electric Light Orchestra, коллектив взявшийся соединить песенные поп-структуры с элементами классической музыки. Дебютный сингл ELO, «10538 Overture», вошёл в UK Singles Chart на той самой неделе, когда из первой десятки вышел последний хит The Move «California Man». Впрочем, пребывание в новом коллективе продолжалось для Вуда недолго: записав дебютный альбом ELO (как вокалист, сопродюсер и соавтор большинства песен), он решил продолжить экзотические эксперименты, начатые в The Move. Идеи сценического воплощения «Brontosaurus» (хита The Move) привели его к Wizzard и имиджу под условным названием «инцидент в магазине красок».

## Дискография
- Boulders (1973) — UK #15; US Billboard 200 #176
- Mustard (1975)
- Super Active Wizzo (1977)
- On the Road Again (1979)
- The Singles (1982) — UK #37
- Starting Up (1987)[4][5][6]

## Пародии
- В пародии на музыкальную передачу Supersonic Роя Вуда пародировал Бенни Хилл[7].